# 工機前站
工機前站（日语：／ Kōkimae eki */?）是位於茨城縣常陸那珂市武田，屬於常陸那珂海濱鐵道的湊線車站。

## 歷史
- 1962年（昭和37年）4月1日 - 茨城交通開設此站。當時可只讓日立工機（現時：工機控股（日语：工機ホールディングス））從業員使用此站。
- 1998年（平成10年）12月8日 - 改名為日工前站（日语：／），開始一般旅客營業服務。
- 2008年（平成20年）4月1日 - 由常陸那珂海濱鐵道接管鐵路線。
- 2019年（令和元年）10月1日 - 隨著日立工機改名（2018年6月），車站改名為工機前站[1][2]。

在日立工機從業員專用車站時代，只有早上上行1班和黃昏下行1班列車停靠此站。在其他車站的時間表和車費表中沒有顯示此車站。在成為一般車站後，所有列車均停靠此站。在成為一般車站前，曾經在書籍上形容此站為「幽靈車站」。在車站東邊鄰接吉之島勝田店（2010年2月20日後結業。在1994年前為伊勢甚勝田店）和表町商店街，為了活化商店街，當地市向茨城交通陳情，茨城交通為了方便乘客，便把此站變成為一般車站。

## 車站構造
此站是地面車站和無人車站，並設有1面1線的單式月台。月台上設有候車室。

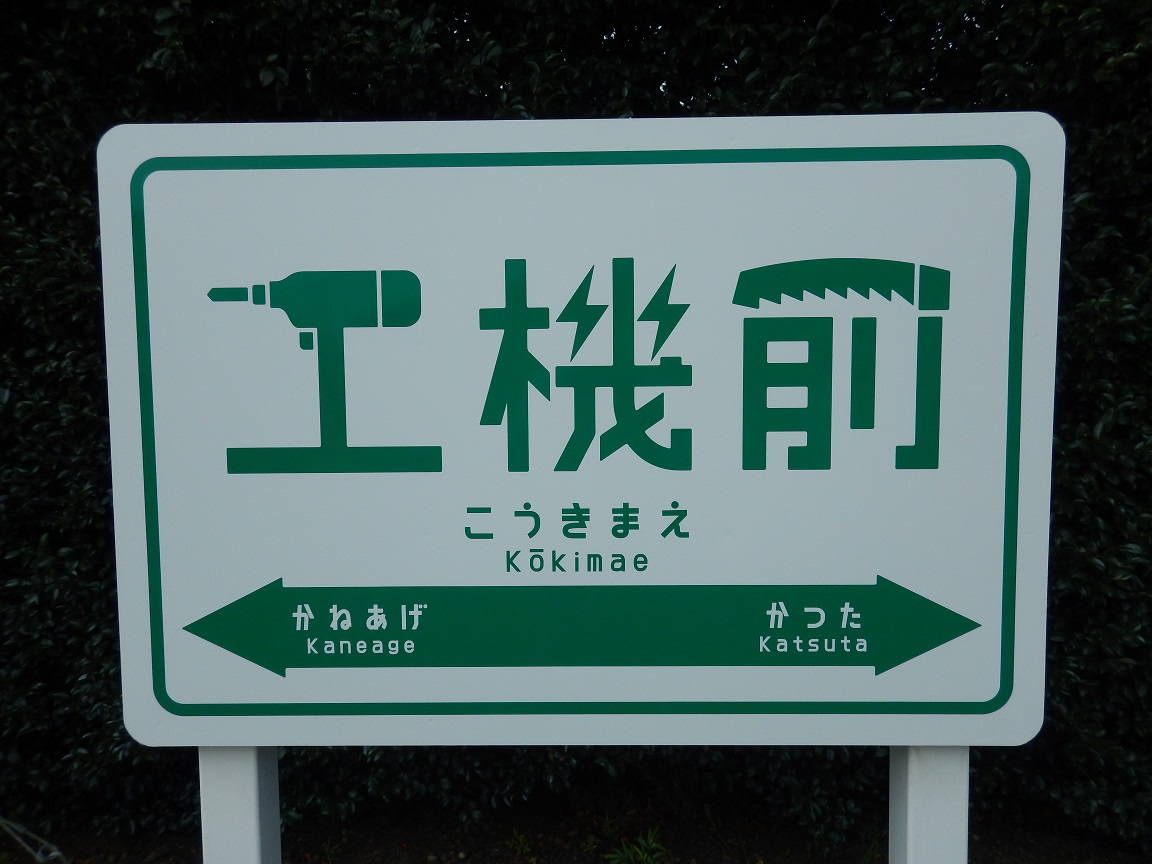
新站名牌(2019年10月)
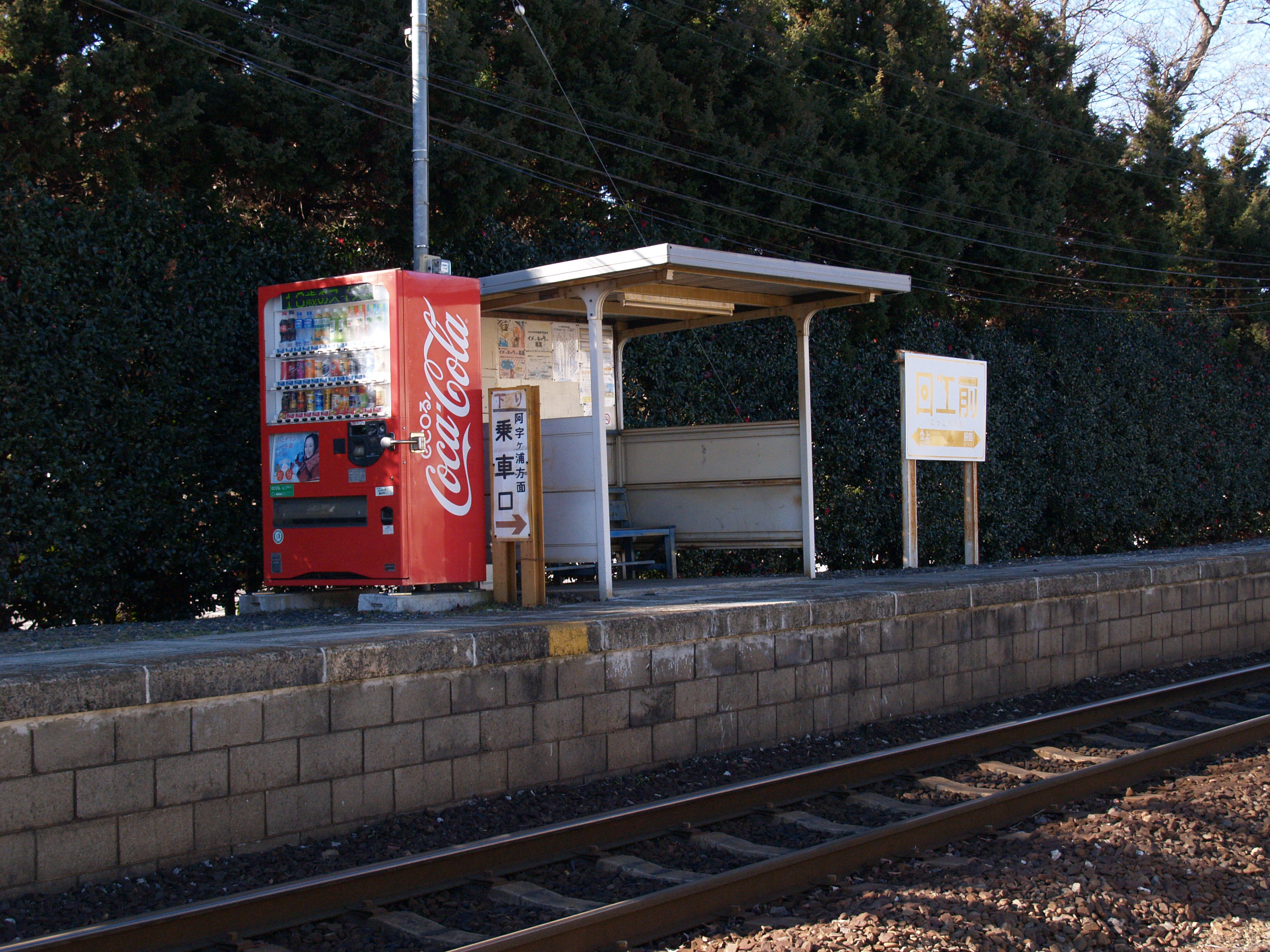
日工前站時代(2014年1月)
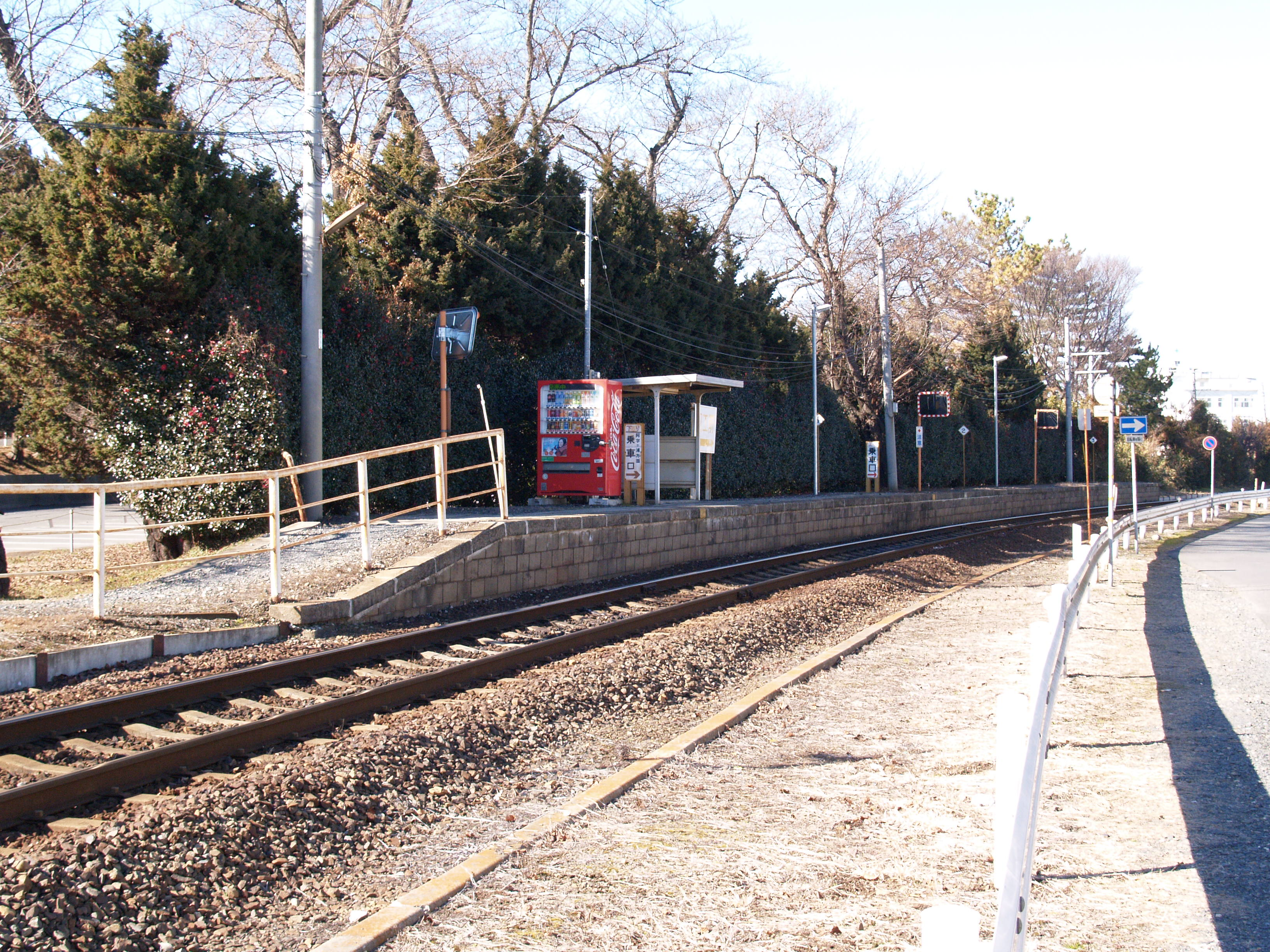
日工前站時代(2014年1月)
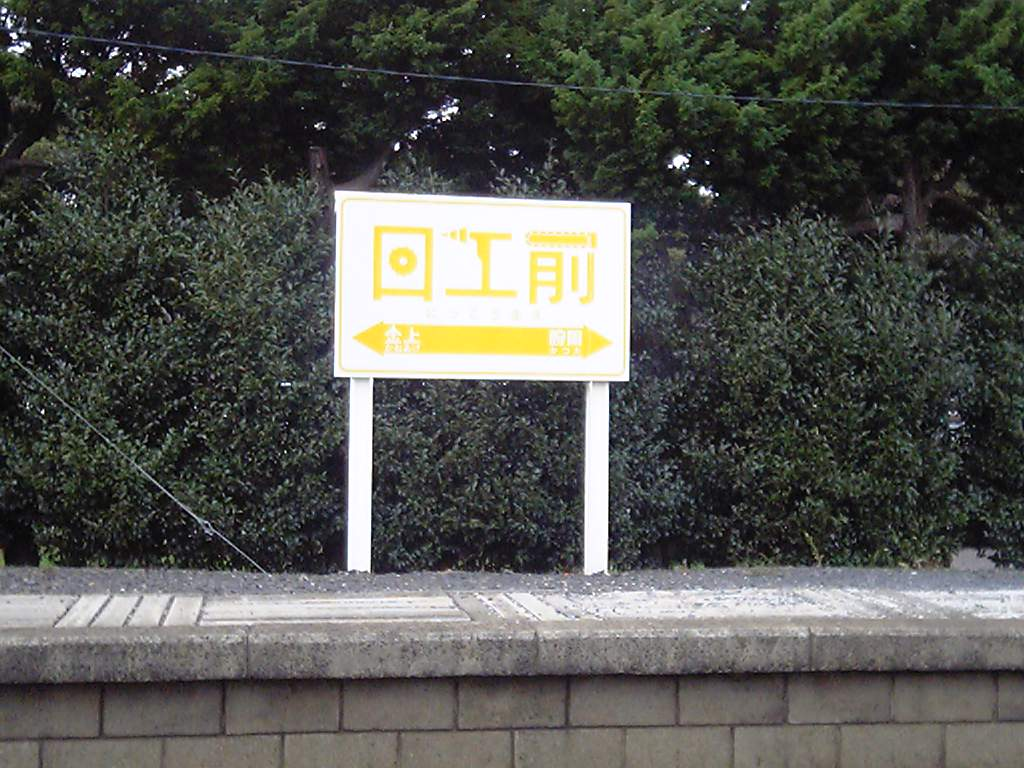
日工前站時代的站名牌(2009年10月)

## 使用狀況
- 以下為此站使用狀況變遷[3]：
  - 一年乘車人次以人作單位。更適合用於比較年度數據。
  - 當中，最高値會使用紅色，在最高値記錄年度以後的最低値使用青色、在最高値記錄年度以前的最低値使用綠色作標記。

| 年度               | 一年乘車人次：人／年度 | 一年乘車人次：人／年度 | 一年乘車人次：人／年度 | 一年乘車人次：人／年度 | 特別事項 |
| ------------------ | ---------------------- | ---------------------- | ---------------------- | ---------------------- | -------- |
| 年度               | 通勤定期乘客           | 上學定期乘客           | 其他乘客               | 合計                   | 特別事項 |
| 2000年（平成12年） |                        |                        |                        | 3,414                  |          |
| 2001年（平成13年） |                        |                        |                        | 6,484                  |          |
| 2002年（平成14年） |                        |                        |                        | 6,245                  |          |
| 2003年（平成15年） |                        |                        |                        | 2,348                  |          |
| 2004年（平成16年） |                        |                        |                        | 2,706                  |          |
| 2005年（平成17年） |                        |                        |                        | 2,050                  |          |
| 2006年（平成18年） |                        |                        |                        | 1,021                  |          |
| 2007年（平成19年） |                        |                        |                        | 3,930                  |          |
| 2008年（平成20年） |                        |                        |                        | 3,544                  |          |
| 2009年（平成21年） |                        |                        |                        | 3,650                  |          |
| 2010年（平成22年） |                        |                        |                        | 4,015                  |          |
| 2011年（平成23年） |                        |                        |                        | 3,294                  |          |
| 2012年（平成24年） |                        |                        |                        | 9,490                  |          |
| 2013年（平成25年） |                        |                        |                        | 10,220                 |          |
| 2014年（平成26年） |                        |                        |                        | 11,315                 |          |
| 2015年（平成27年） |                        |                        |                        | 12,045                 |          |
| 2016年（平成28年） |                        |                        |                        | 11,680                 |          |
| 2017年（平成29年） |                        |                        |                        | 12,179                 |          |
| 2018年（平成30年） |                        |                        |                        | 12,411                 |          |

## 車站周邊
車站位於勝田市區南邊。車站南邊的縣道處設有工機控股（舊・日立工機）工場。鄰近表町商店街南部。
- 工機控股勝田工場
- 勝田站南會館
- 常陸那珂市文化會館
- 石川運動廣場
- 東石川第四公園
  - 第四公園棒球場
- 新中央酒店
- 京葉D2（日语：ケーヨー）常陸那珂店

## 相鄰車站
常陸那珂海濱鐵道
■湊線
勝田－工機前－金上

## 注腳
1. ↑  駅名変更について：「日工前」駅から「工機前(こうきまえ)」駅へ名称変更 （页面存档备份，存于）（日語） - 常陸那珂海濱鐵道，2019年9月17日，同日參閲。
2. ↑  . 交通新聞 (交通新聞社). 2019-09-28: 4 （日语）.
3. ↑  ひたちなか市統計書各年度版 （页面存档备份，存于）（日語）

## 外部連結
- 工機前站 （页面存档备份，存于）（日語） - 常陸那珂海濱鐵道